# Museu Nacional d'Art Mikalojus Konstantinas Čiurlionis
El Museu Nacional d'Art Mikalojus Konstantinas Čiurlionis és un grup de museus ubicats a la ciutat de Kaunas, Lituània. Es dediquen, principalment, a l'exposició i publicació dels treballs del pintor i compositor lituà Mikalojus Konstantinas Čiurlionis (1875-1911).
El museu es va fundar el 1921, i va obrir una galeria temporal el 1925 amb el nom de Galeria temporal de M.K. Čiurlionis. Va ser nomenar «Museu de la Cultura Vytautas el Gran» el 1936 i va rebre el seu nom actual el 1944. L'any 1969 es va realitzar una ampliació del museu.
A més a més del treball i objectes de Čiurlionis, el museu conté una col·lecció d'art popular lituà dels segles xvii al xx, art egipci i objectes numismàtics. Entre aquest grup de museus s'inclou la Galeria d'art Mykolas Žilinskas, la Galeria Kaunas, Palau presidencial Kaunas, el Museu de Ceràmica, el Museu Memorial M. K. Čiurlionis, el Museu Žmuidzinavičius, la Casa de la família Galaune, el Museu Truikys i Marijona Rakauskaite, el Museu Juozas Zikaras, i la galeria Vytautas Kazimieras Jonynas.
El museu realitza exposicions, conferències i concerts a nivell internacional així com activitats educatives especials per a nens.

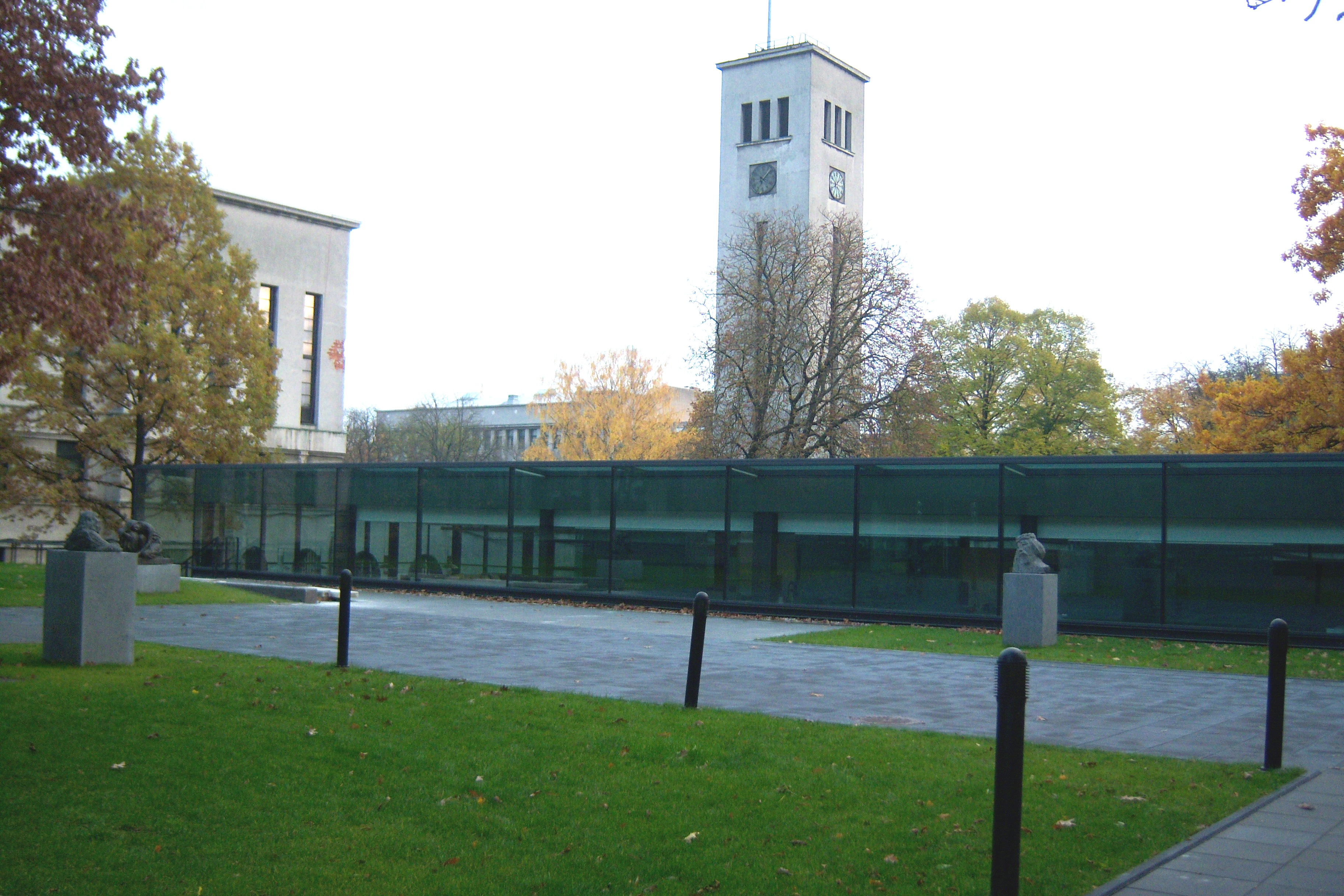
Oficines del museu.
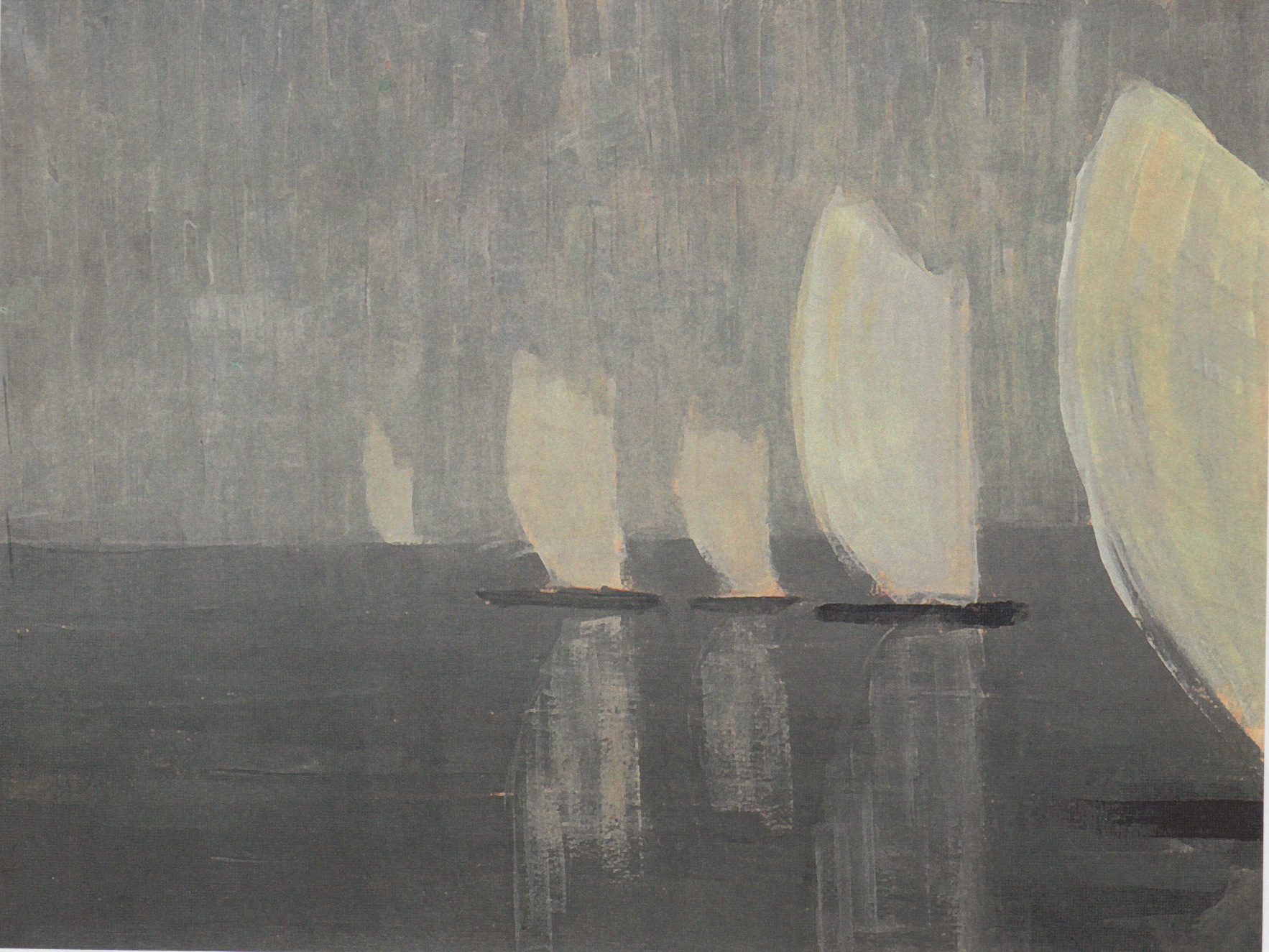
Velers obra de Čiurlionis (1906)
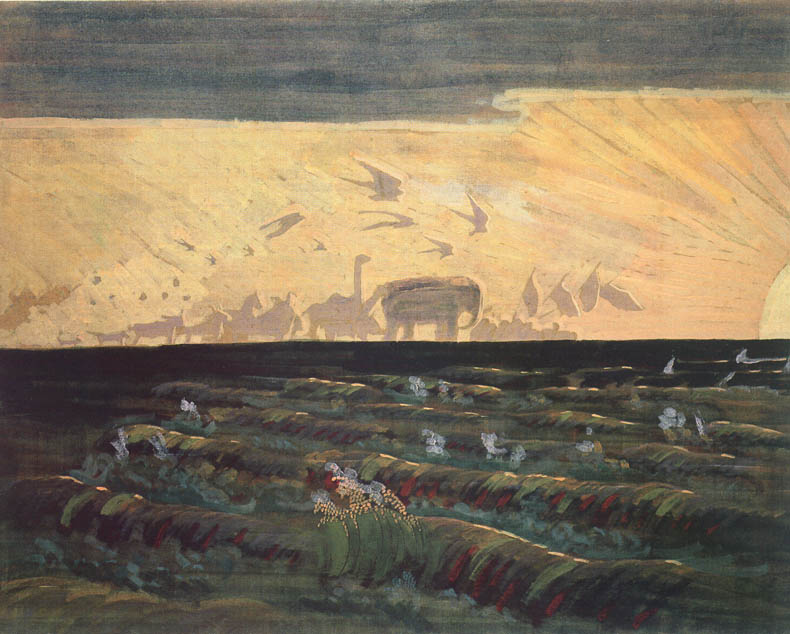
Adoració al sol obra de Čiurlionis (1909).
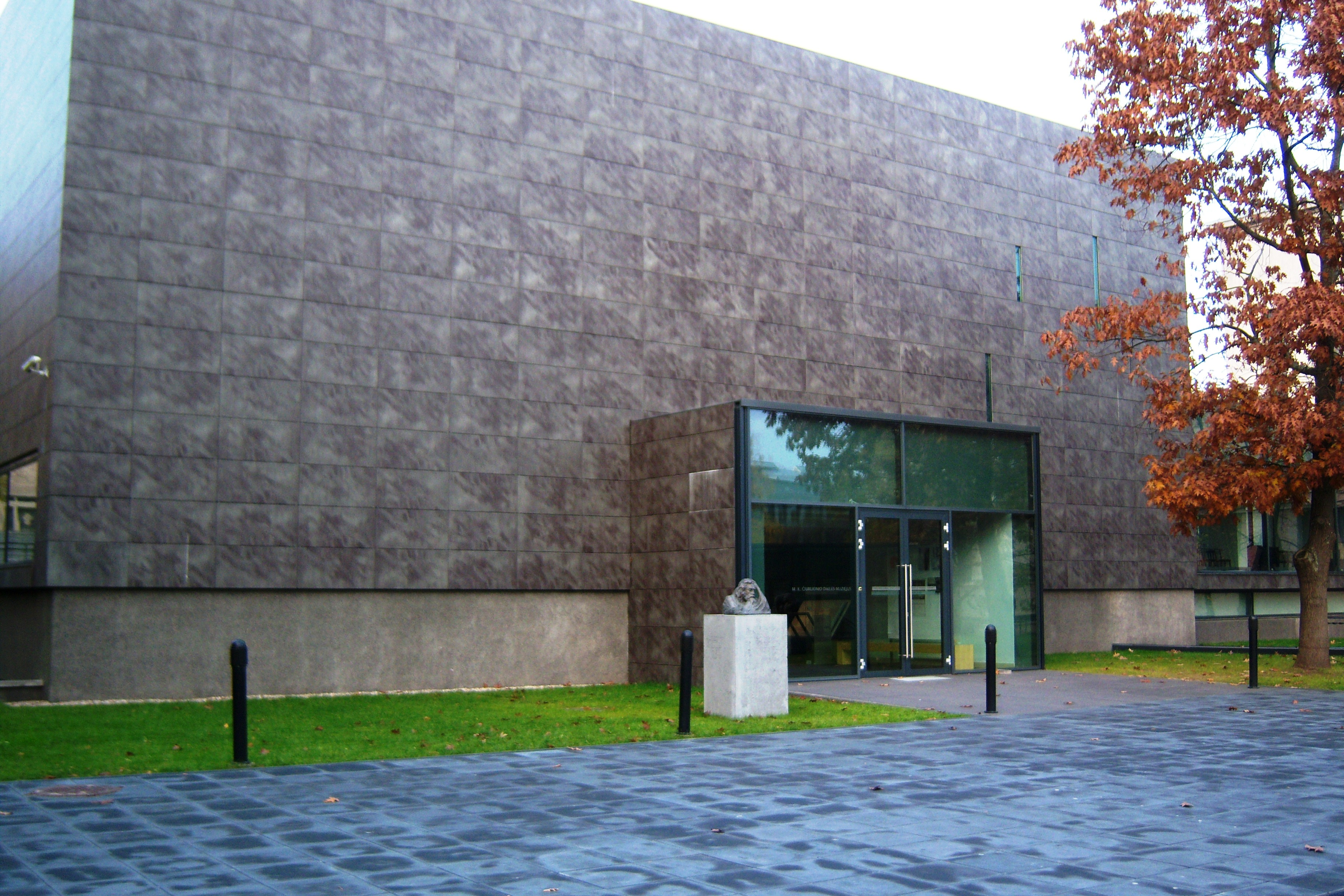
Nou edifici per a exposicions del museu.